# Torre Elisa
La Torre Elisa és una obra del municipi de Martorell (Baix Llobregat) inclosa en l'Inventari del Patrimoni Arquitectònic de Catalunya.

## Descripció
Es tracta d'una casa aïllada, envoltat de jardí. Consta de planta baixa, dos pisos i coberta que al centre té una torre, d'una alçada més, amb coberta ceràmica a sis vessants. El conjunt aconsegueix una composició rítmica i harmònica perfecta a partir dels diferents nivells entre els dos mòduls, la torre, la terrassa i l'altra sortida a la part nord.
Presenta una ornamentació variada amb sòcol de pedra, esgrafiats amb temes florals i filigrana, merlets a la terrassa, motllures, aplacat ceràmic, obertures ogivals i d'altres geminades per pilastres, carteles i barbacana de fusta. Hi ha persianes de llibret i d'enrotllades.

## Història
Aquesta torre va ser construïda com a casa d'estiueig. Posteriorment va ser residència de la tercera edat. Fou la casa particular de l'arquitecte Josep Ros i Ros, l'arquitecte municipal de Martorell que treballà per tota la comarca fins pocs anys després de la Guerra Civil.